# Perua (automóvel)

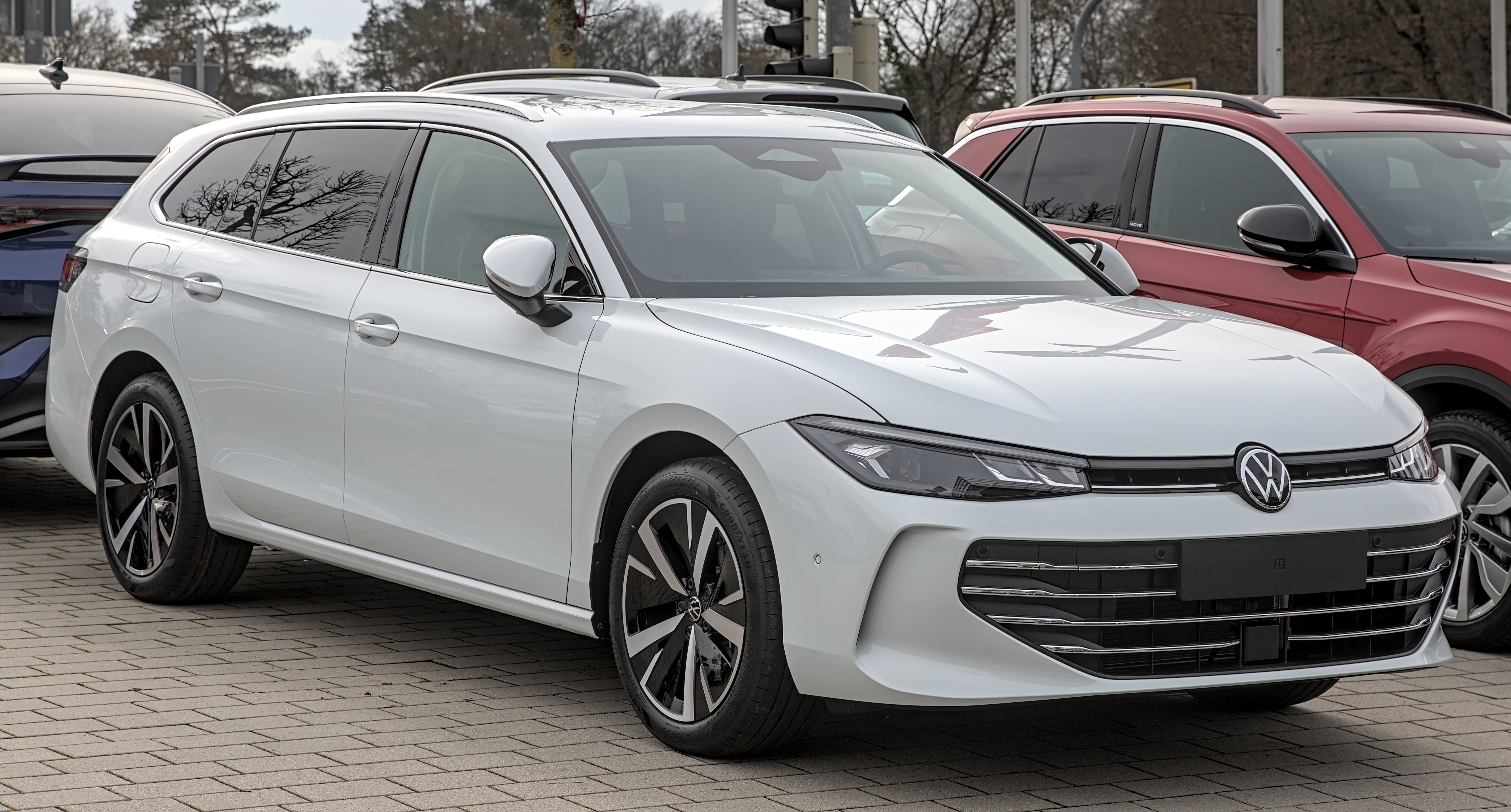
Volkswagen Passat Variant.

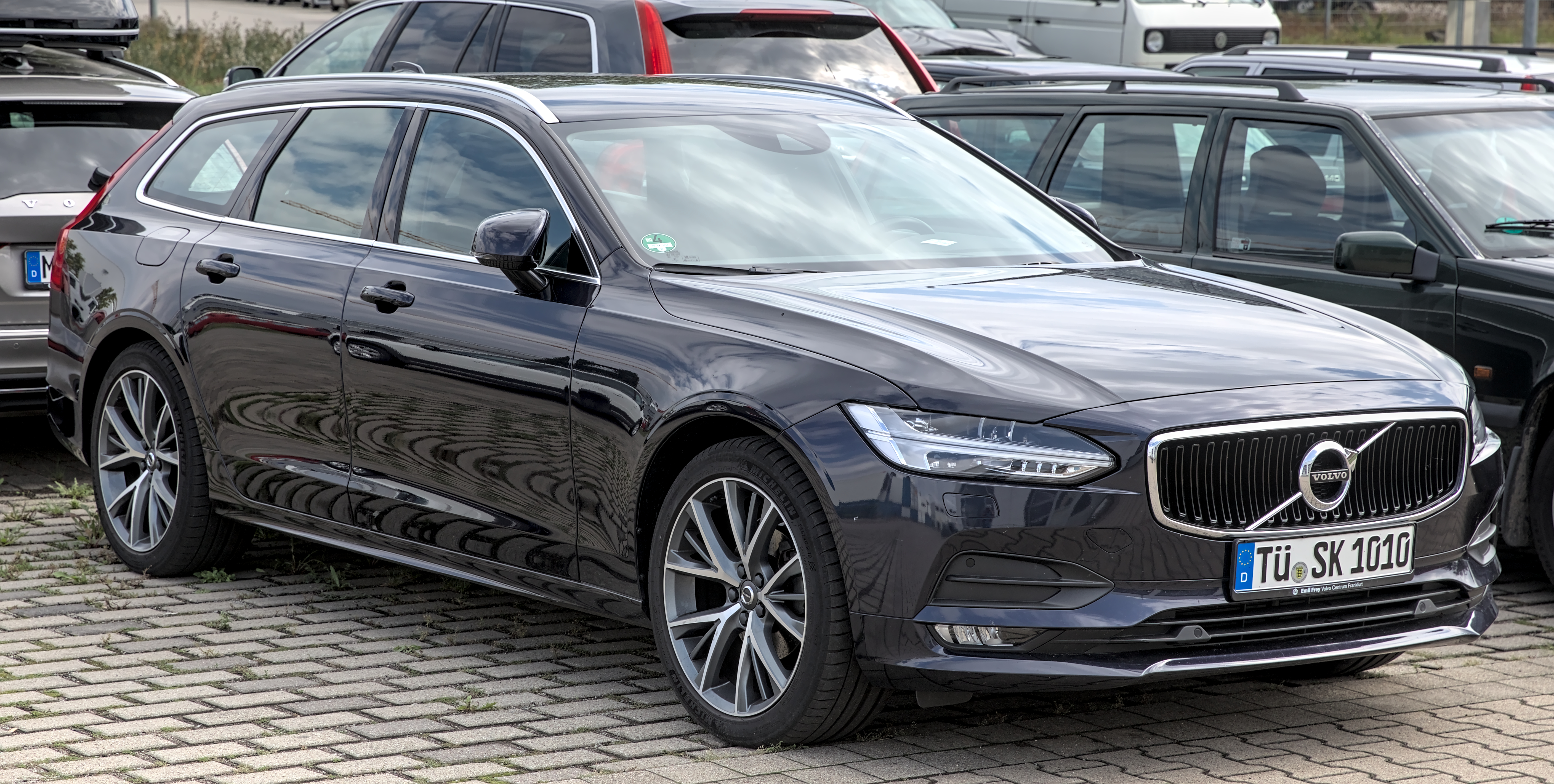
Volvo V90

Perua ou station wagon no Brasil, carrinha, break ou station, em Portugal, é um dos tipos mais comuns de carroceria. São basicamente sedans cujo habitáculo se estende por sobre o porta-malas, dando ao carro o visual de um hatchback alongado.
Basicamente, entende-se por perua um carro com duas fileiras de bancos, com espaço considerável no banco de trás para três adultos, e um compartimento traseiro, geralmente para bagagens. 
De modo geral, esses veículos são variações (ampliações) de sedans ou hatchbacks, estando portanto na categoria veículo de passeio, com motor em compartimento independente, tendo um compartimento de passageiros e carga integrado, vidros na porta traseira e bancos traseiros rebativeis. 
Note-se também que, no Brasil, o termo usado geralmente pela indústria automobilística é perua, correspondente a station wagon (Estados Unidos) ou estate car (Inglaterra). O termo perua também é utilizado (principalmente no estado de São Paulo) para descrever uma van, sinônimo (anglicismo) recente de furgão. 
A oferta do estilo de carroceria perua diminuiu desde a década de 2010 em favor dos crossovers.

## Exemplos de peruas

### Audi

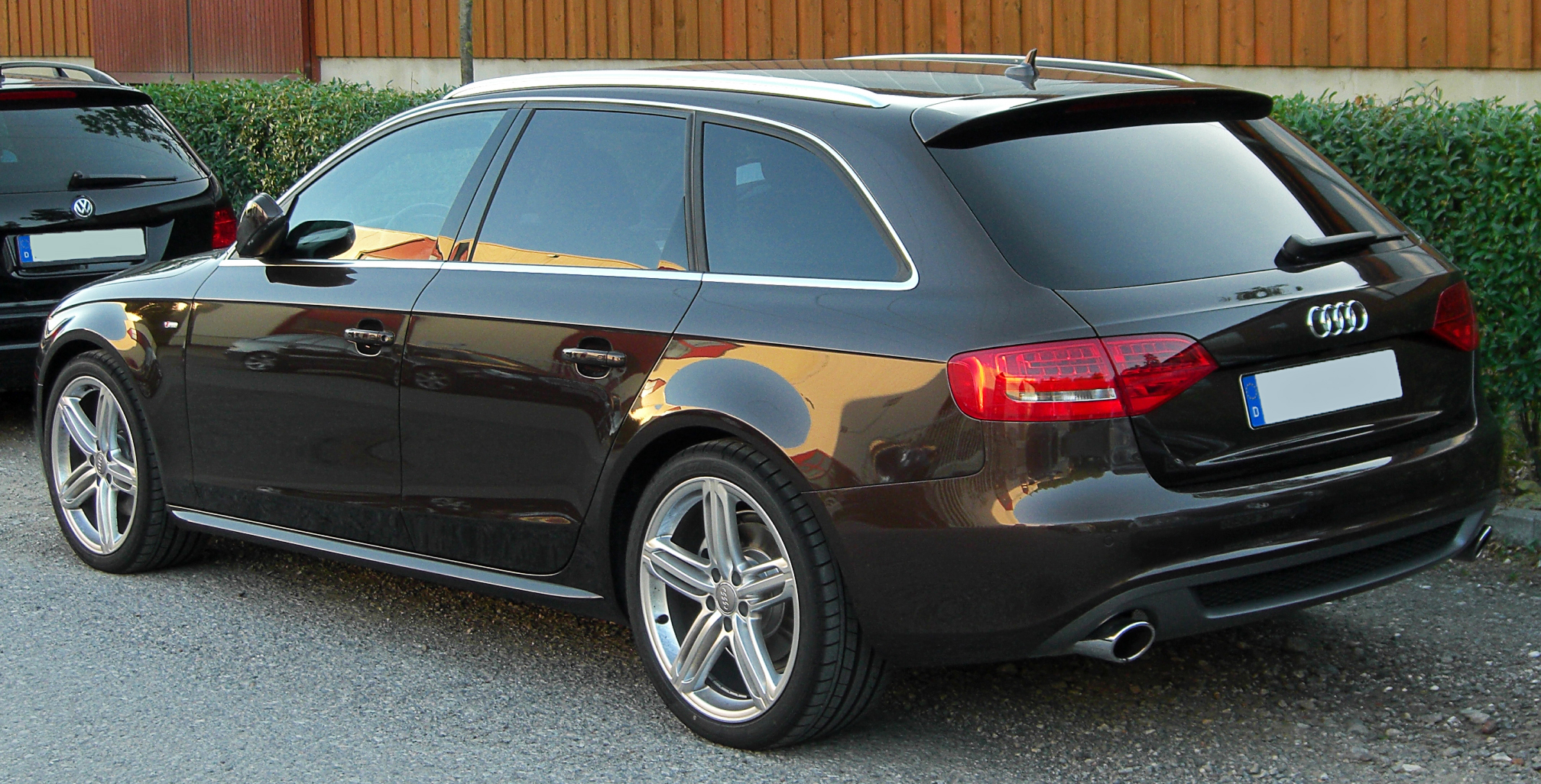
Audi A6 Avant 2010.

- Audi A4 Avant
- Audi A6 Avant

### BMW

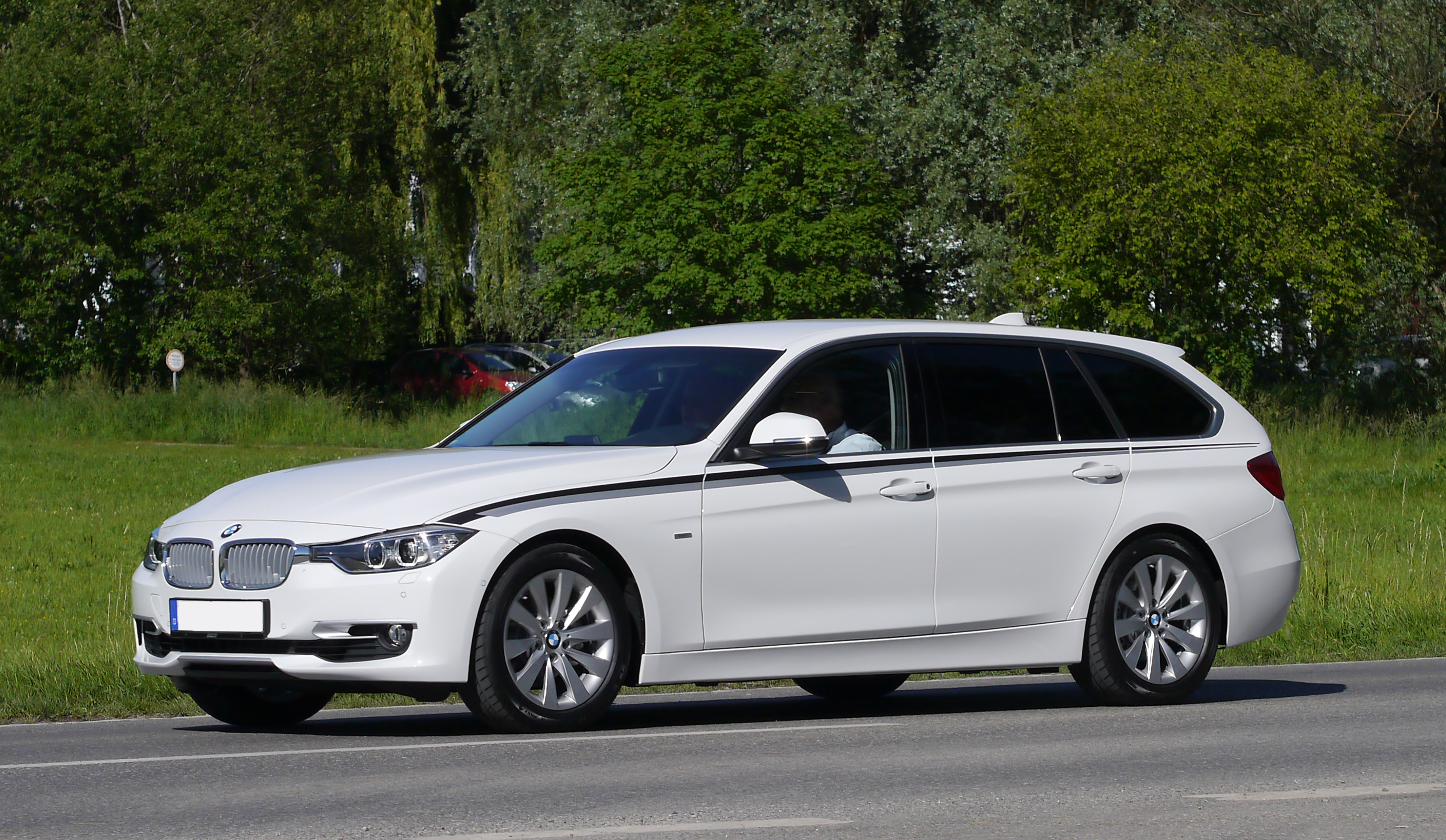
BMW F30 Touring

- BMW F30 Touring

### Citröen

Citroën C5 Tourer em Nürburgring.

- Citröen XSara Break
- Citroën C5 Tourer
- Citroën C5 Cross Tourer

### Chevrolet

Chevrolet Townsman de 1957.

- Chevrolet Caravan
- Chevrolet Chevette Marajó
- Chevrolet Omega Suprema
- Chevrolet Ipanema
- Chevrolet Astra Wagon
- Chevrolet Corsa Wagon

### DKW
- DKW-Vemag Vemaguet

### Opel
- Opel Insignia

### Fiat

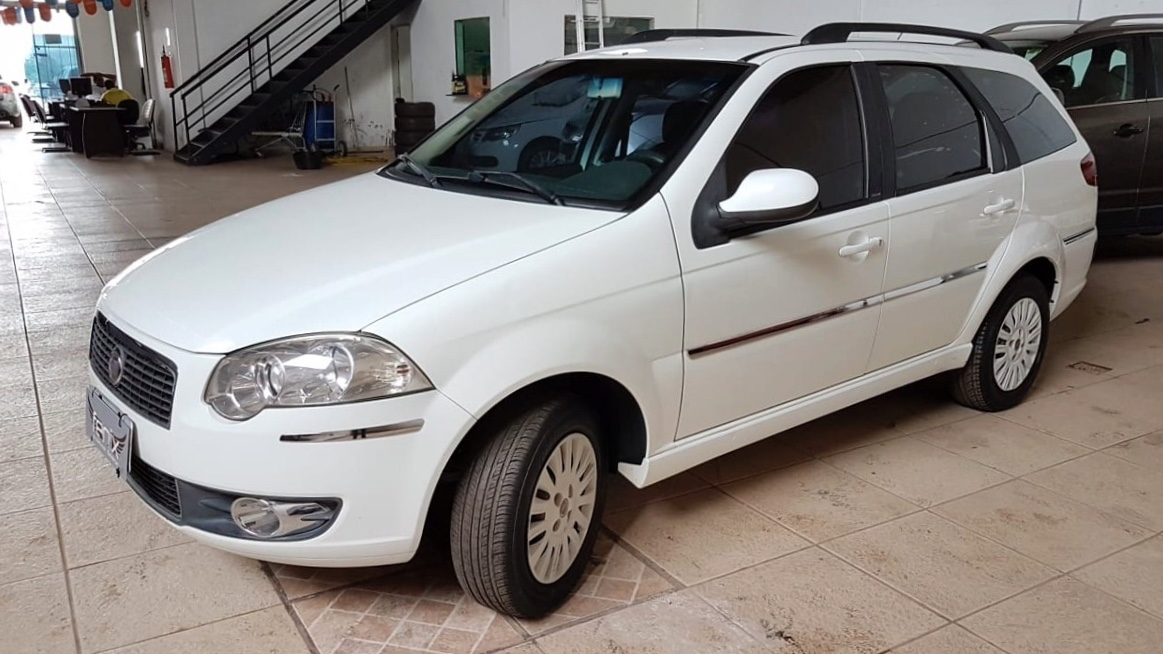
Fiat Weekend.

- Fiat Croma (2005)
- Fiat Panorama
- Fiat Elba
- Fiat Palio Weekend
- Fiat Marea Weekend
- Fiat Tempra SW

### Ford
- Ford Belina
- Ford Maverick Perua
- Ford Royale
- Ford Escort SW

### Gurgel
- Gurgel SuperCross

### Peugeot
- Peugeot 206 SW
- Peugeot 207 SW
- Peugeot 308 SW
- Peugeot 508 SW

### Renault
- Renault Laguna Grand Tour
- Renault Mégane Grand Tour

### Simca
- Simca Jangada

### Toyota

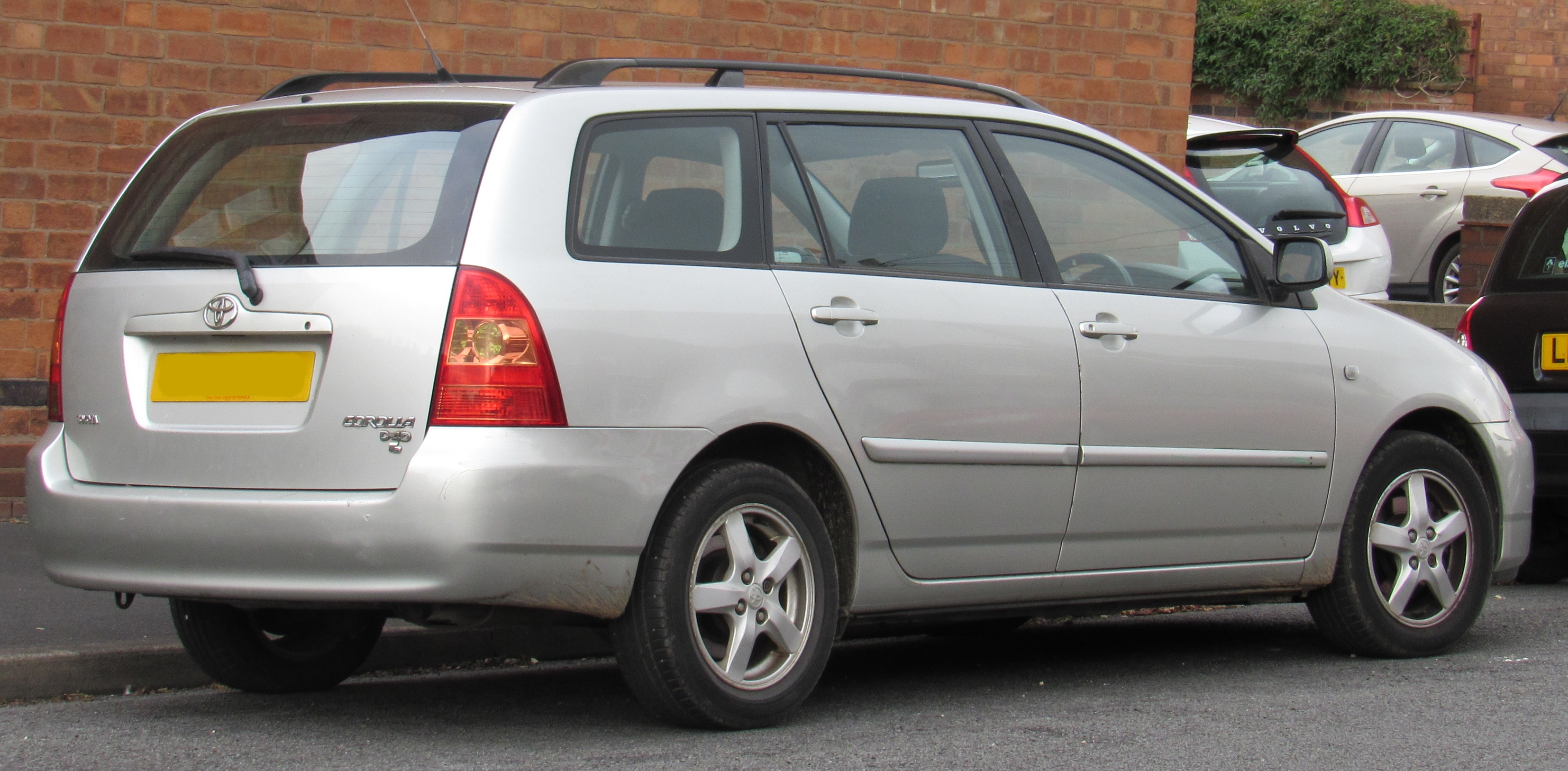
Toyota Corolla Fielder.

- Toyota Corolla Fielder

### Volkswagen

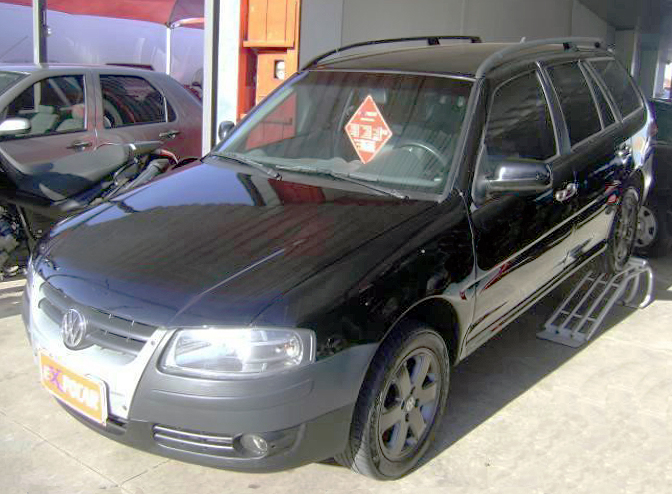
Uma Parati.

- Volkswagen Golf Variant
- Volkswagen Parati
- Volkswagen Passat Variant
- Volkswagen SpaceFox
- Volkswagen Santana Quantum
- Volkswagen Variant

### Volvo
- Volvo V40
- Volvo V50
- Volvo V60
- Volvo V70
- Volvo XC70
- Volvo V90